# Gol (hockey sobre hielo)

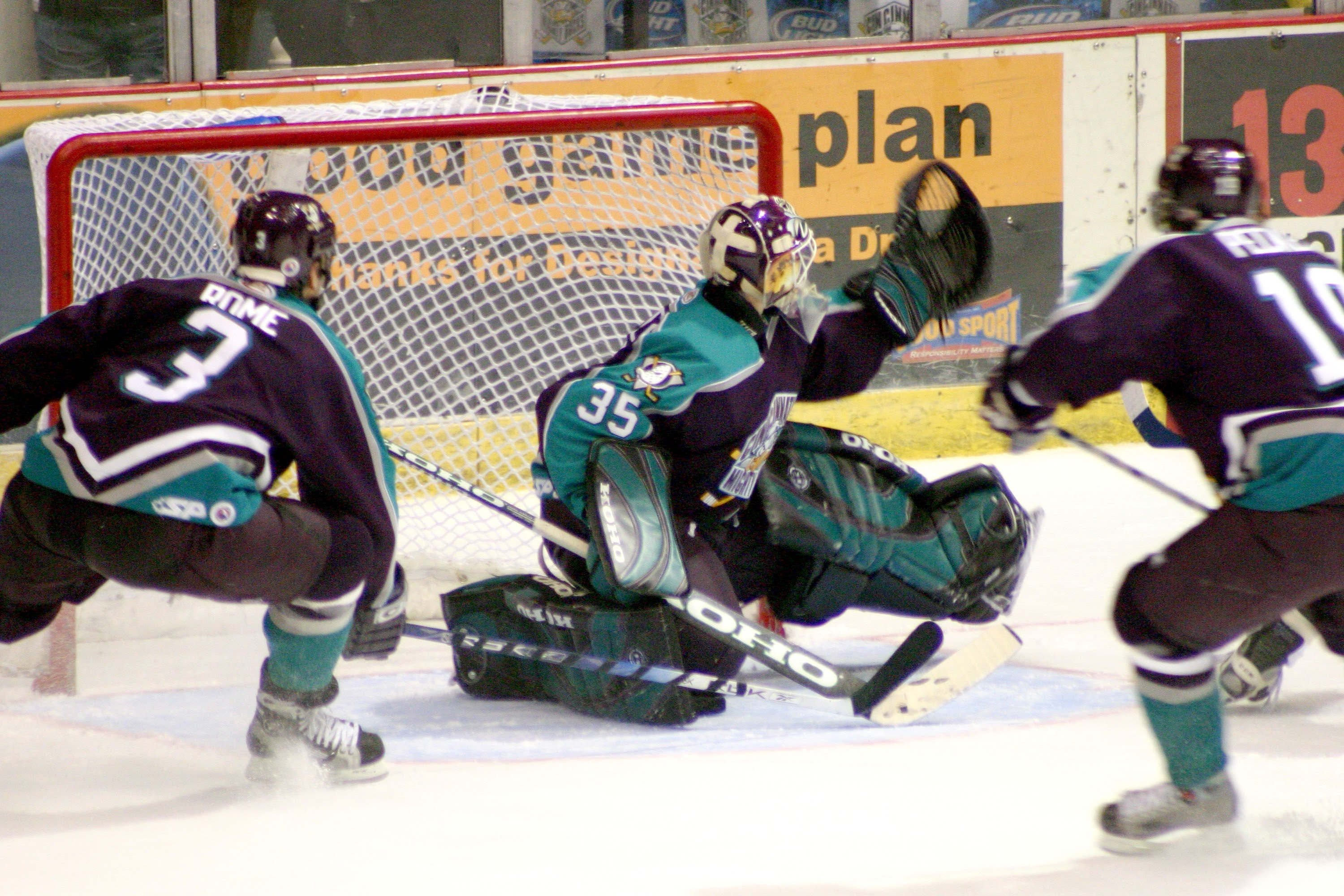
El disco abolla la parte superior de la red y golpea la botella de agua para marcar un gol, ya que el arquero no detiene el tiro.

En el hockey sobre hielo, se marca un gol cuando el disco cruza completamente la línea de meta entre los dos postes de la meta y por debajo del travesaño de la meta. Un gol otorga un punto al equipo que ataca la meta marcada, independientemente del equipo al que pertenezca el jugador que realmente desvió el disco hacia la meta (véase también gol en propia puerta). Por lo general, un jugador del equipo que intenta marcar dispara el disco con su bastón hacia la abertura de la red de la meta, y un jugador del equipo contrario, llamado guardameta, intenta bloquear el disparo para impedir que se marque un gol contra su equipo.
El término gol también puede referirse a la estructura en la que se anotan los goles. La portería de hockey sobre hielo tiene forma rectangular; el marco frontal de la portería está hecho de tubo de acero pintado de rojo (azul en el ECHL debido a un acuerdo de patrocinio con la Compañía de Seguros de los Empleados del Gobierno) y consta de dos postes de portería verticales y un travesaño horizontal. En la parte posterior de la estructura hay una red para atrapar los discos que entran en la meta y también para evitar que los discos entren en ella por detrás. Toda la portería se considera una zona inbounds de la superficie de juego, y es legal jugar con el disco detrás de la portería. Según las reglas de la NHL, la apertura de la meta es de 72 pulgadas (182,9 cm) de ancho por 48 pulgadas (121,9 cm) de alto, y la huella de la meta es de 40 pulgadas (101,6 cm) de profundidad.

## Método de puntuación

En este diagrama, al jugador azul de la derecha se le acreditaría una asistencia, mientras que el jugador azul de la izquierda marcaría el gol.

El objetivo del juego de hockey sobre hielo es marcar más goles que el equipo contrario. Los goleadores y los defensores se preocupan principalmente por evitar que el otro equipo marque un gol, mientras que los delanteros se preocupan principalmente por marcar goles en el otro equipo. Los delanteros también tienen que ser responsables defensivamente mientras que los defensores necesitan presionar ofensivamente, y no es desconocido que los porteros intenten posicionar el disco para un contraataque, o incluso intentar disparar contra una red no vigilada.
Para que se marque un gol, el disco normalmente debe cruzar completamente la línea de meta entre los postes y bajo el travesaño del marco de la meta. No se permite marcar un gol en ninguna de las siguientes condiciones:
- el disco es enviado a la meta desde un palo levantado por encima de la altura del travesaño
- el disco es pateado, bateado o lanzado intencionalmente a la red por un jugador atacante; un disco puede desviarse del patín o del cuerpo de un jugador atacante siempre que ese jugador no haga un intento deliberado de patear o redirigir el disco con su cuerpo
- el disco entra en la red directamente después de desviarse de un oficial
- el portero se ve impedido de impedir el gol por un jugador atacante
- el equipo goleador tenía demasiada gente en el hielo en el momento del gol
- el gol fue marcado con un palo roto
- la red fue desalojada antes de que el disco entrara en ella
- el portero dispara el disco después de cruzar la línea central (sin embargo, se permite reemplazar al portero con un atacante extra).
- el disco se rompe en dos o más pedazos antes de que cualquier parte de él entre en la meta.

Además, en muchas ligas, un gol no cuenta si un jugador del equipo atacante tiene un patín o un palo en el pliegue de la meta antes del disco. La Liga Nacional de Hockey (NHL) abolió esta regla a partir de la temporada 1999-2000 después de la disputa del triple gol en tiempo extra en las finales de la Copa Stanley de 1999. Brett Hull de los Dallas Stars marcó el gol de la serie contra los Buffalo Sabres. Hay quienes creen que la repetición del video muestra el patín de Hull en el pliegue anterior al disco.
Un gol puede ser otorgado si un jugador normalmente recibiría un tiro penal, pero el equipo contrario había sustituido a un patinador por un arquero. En tales casos raros, se concede un gol en lugar de permitir un intento de tiro penal en una red de meta vacía.

## Crédito por metas y ayudas
Típicamente, el último jugador del equipo que toca el disco antes de que entre en la red se le atribuye el mérito de haber marcado ese gol. Cero, uno o dos jugadores del equipo que anota el gol también pueden ser acreditados con una asistencia por ayudar a su compañero de equipo a anotar el gol. Si otro jugador del equipo goleador tocó el disco para ayudar a marcar el gol antes de que el jugador goleador lo tocara sin que un jugador contrario interviniera (tocando el disco en el medio), entonces ese jugador recibe una asistencia. Si otro jugador del equipo goleador también tocó el disco antes de eso sin que un jugador contrario interviniera, entonces ese jugador también recibe una asistencia.
Para un jugador de hockey, un gol o una asistencia que se le atribuye también se considera un punto; por lo tanto, el número de goles marcados por ese jugador más el número de asistencias para ellos es igual al número de puntos para ese jugador. Sin embargo, una regla dice que solo se puede acreditar un punto a cualquier jugador por un gol marcado.  Esto significa que no se puede acreditar a un jugador un gol y una asistencia por el mismo gol marcado; en su lugar, el jugador solo obtendría crédito por un gol y un jugador diferente podría obtener crédito por una asistencia, si corresponde. También significa que no se puede acreditar a un jugador con dos asistencias por el mismo gol marcado; en su lugar, el jugador solo obtendría crédito por una asistencia y un jugador diferente podría obtener crédito por la otra asistencia, si procede.
Normalmente, en un equipo de hockey, los delanteros son los que más goles marcan y los que más puntos consiguen, aunque los defensas pueden marcar goles y a menudo reciben asistencias. En el juego profesional, los porteros solo ocasionalmente reciben una asistencia, y solo muy raramente marcan un gol cuando la red contraria está vacía (sin un portero).

## Estadísticas de puntuación
El número de goles marcados es una estadística muy vigilada. Cada año el Trofeo Rocket Richard es presentado al jugador de la NHL que haya marcado más goles. El trofeo lleva el nombre de Maurice Richard, el primer jugador que ha marcado 50 goles en una temporada, en un momento en el que la temporada regular de la NHL era de solo 50 partidos (en comparación con los 82 de hoy en día). El jugador que ha marcado más goles en una temporada de la NHL es Wayne Gretzky. Gretzky también es el más rápido en marcar 50 goles; durante su temporada 1981-82, en la que terminó con 92 goles, marcó su 50.º gol en el 39.º partido de la temporada de los Edmonton Oilers.
También se vigila de cerca la cantidad total de goles marcados. En los últimos años, la puntuación de los goles ha disminuido. Muchos creen que el juego es menos entretenido debido a esto, y culpan del cambio al creciente tamaño del equipo de porteros y a la llegada de sistemas defensivos como la trampa de la zona neutral. Los aficionados al hockey defensivo contrarrestan diciendo que la alta puntuación de los años 80 fue una anomalía, y este cambio representa un retorno a la norma. En la temporada 2004-05 de la Liga Americana de Hockey se introdujeron cuatro cambios importantes en las reglas con el fin de aumentar la puntuación en los partidos y hacerla más popular entre los aficionados ocasionales:
1. aumentar el tamaño de las zonas de ataque estrechando la zona neutral dos pies a cada lado y así retroceder la línea de meta dos pies
2. restricciones al portero que juega al disco
3. permitiendo a los jugadores en fuera de juego negar el penalti "marcando" con la línea azul
4. cambiar la regla del fuera de juego permitiendo pases que crucen la línea central y una línea azul (pero no entre ambas líneas azules en ciertas restricciones).

Las reglas de la AHL fueron ligeramente modificadas y adoptadas en la NHL y la ECHL para 2005-06, cuando la NHL regresó después del bloqueo de 2004.

## Tipos de objetivos
Hay una serie de diferentes tipos de objetivos para los que se mantienen estadísticas separadas, pero todos cuentan por igual:
- Un gol de fuerza parejo es un gol marcado cuando ambos equipos tienen el mismo número de jugadores en el hielo.
- Un gol de potencia es un gol marcado por un equipo en una jugada de potencia, es decir, con una ventaja numérica en los jugadores debido a que uno o más jugadores del otro equipo ejecutan un penalti.
- Un <i id="mwZw">gol en corto</i> (SHG) es un gol marcado por un equipo que se encuentra en una jugada de penalti, es decir, con una desventaja numérica debido a un penalti ejecutado por uno o más de sus jugadores
- Un gol de red vacía (ENG) es un gol marcado cuando no hay un portero guardando la red, porque ha sido sacado por un atacante extra.
- Un gol de penalti es un gol marcado en un penalti, es decir, un enfrentamiento uno a uno entre un solo jugador ofensivo y el portero como resultado de un penalti.
- Un gol concedido es un gol que se concede automáticamente cuando un portero ha sido sacado y su equipo comete una falta que de otra manera hubiera provocado un tiro penal.
- Un autogol es cuando un jugador pone el disco en su propia red, marcando para el otro equipo.
- Un gol en la prórroga es un gol marcado en una prórroga de muerte súbita.
- Un gol de ventaja es el que pone a un equipo por delante de otro después de que el juego haya sido empatado.
- Un gol de empate o un empate es un gol que hace que el juego esté empatado, marcado por un equipo que está abajo por un gol (antes de la temporada 1984-85, la NHL acreditaba los goles de empate a los goleadores finales de ambos equipos en los juegos de empate).
- Un gol de ganador de juego (GWG) es el gol marcado para poner al equipo ganador a la cabeza, por ejemplo, si el resultado es 4-2, el gol de ganador de juego sería el tercer gol marcado para el equipo ganador.

## Términos relacionados
El juez de la meta es un funcionario que se coloca detrás de cada meta con el propósito específico de indicar cuando el disco ha cruzado la línea de la meta y entrado en la misma. En los estadios así equipados, el juez de la meta enciende una luz roja detrás de la meta cuando ve que el disco cruza la línea de meta. Sin embargo, como en todos los asuntos, el árbitro conserva la autoridad final y puede anular la opinión del juez de la meta.
Los dos compañeros del goleador que hayan tocado por última vez el disco antes que ellos, siempre y cuando ningún adversario lo haya tocado en el medio, recibirán cada uno una asistencia. Las asistencias y los goles cuentan por igual para formar el total estadístico de la puntuación de un jugador.
Si un jugador de hockey hace que el disco entre en la red de su propio equipo, lo que en el fútbol se llama un gol en propia puerta, el crédito del gol va al último jugador del equipo que lo haya tocado. No se conceden asistencias. Si un tiro se desvía de un defensor y entra en la red, no se considera un gol en propia puerta.
Otras frases incluyen un gol de basura, para un gol marcado más como resultado de la suerte o el oportunismo que de la habilidad, y un gol de fuga para un gol marcado cuando un jugador se ha puesto detrás de los defensores para enfrentarse solo al portero.
Cuando un jugador marca tres goles en un partido se conoce como un hat-trick. Si el jugador marca los goles consecutivamente, se conoce como un triplete "natural". Un hat trick de Gordie Howe ocurre cuando un jugador marca un gol, recibe una asistencia y se mete en una pelea.
Cualquier disco que se dirija hacia la red se cuenta como un tiro. Cuando el portero evita que el tiro entre en la red, se le acredita una salvada. Los tiros que resulten en paradas por parte del guardameta o los goles marcados se consideran tiros a puerta (o tiros a la red). Un disparo que es bloqueado por un jugador contrario antes de que llegue al portero no se considera un tiro a la red. Además, si el disco es desviado fuera de la red por otro jugador (independientemente del equipo) no se cuenta como un tiro a la red. Si un guardameta atrapa el disco que se dirigía hacia la meta, pero lo desvía a lo ancho, a menudo no se cuenta como un tiro; tampoco se cuentan los tiros que rebotan en el travesaño o en los postes.

## Cuerno de la portería
El hockey sobre hielo es uno de los pocos deportes junto con el lacrosse de boxeo o el fútbol sala en el que se utiliza una bocina de aire, una bocina de coche, una bocina de tren, una sirena de niebla o una sirena para celebrar un gol. En cada estadio de la NHL, la bocina suena después de cada gol del equipo local. Esta ha sido una tendencia desde la década de 1970, cuando los Chicago Blackhawks instalaron una. La única excepción a esta regla es durante el Juego de las Estrellas de la NHL, donde el papel de ese sonido se amplía para cubrir cada gol marcado, y que la bocina solo suena una vez. Las bocinas son diferentes dependiendo de los equipos, algunas incluso tienen efectos de sonido como una alarma o la sirena de niebla de un barco, o ambas combinadas, para las capitales de Washington y los patos de Anaheim. Los aficionados al hockey han dicho que la bocina de gol más ruidosa pertenece a Anaheim, que tiene una bocina de niebla muy ruidosa con un bajo alto, o a los Philadelphia Flyers, que tienen una bocina de señales de barco muy ruidosa. Además, durante las eliminatorias de la Copa Stanley de 2006, los Edmonton Oilers añadieron un segundo conjunto de bocinas a la bocina original para la segunda ronda. La razón fue que los Oilers habían vendido todos los juegos y el nivel de ruido era tan alto, que la bocina original estaba siendo ahogada por la multitud. El resultado fue una bocina muy ruidosa que se usó para el resto de las eliminatorias.
Junto con la trompeta, está acompañada por una canción de gol. La mayoría de las arenas tocan secciones de la canción donde la multitud puede "cantar" o repetir. Las dos canciones de gol clásicas son "Kernkraft 400" de Zombie Nation (su arreglo "Sport Chant Stadium Remix" es usado por los Boston Bruins) y "Rock & Roll Parte 2" de Gary Glitter (usada por primera vez por los New Jersey Devils). Sin embargo, algunos equipos tienen canciones que son originales para ellos, como la ya desaparecida "Brass Bonanza" de los Hartford Whalers, "Bro Hymn" de Pennywise (originalmente usada por Anaheim y luego adoptada por los habitantes de las islas de Filadelfia y Nueva York), "Crowd Chant" de Joe Satriani (originalmente usada por Minnesota Wild y los Blue Jackets de Columbus), "Chelsea Dagger" de The Fratellis (Chicago), "Maria (I Like It Loud)" de Scooter feat. Marc Acardipane y Dick Rules (originalmente usado en Filadelfia),
"Party Hard" de Andrew W.K. (Pittsburgh), "Holiday" de Green Day (originalmente usado por San José, luego por Vancouver), "Le But" de Loco Locass (originalmente usado por Montreal), "Howling for You" de Black Keys (Arizona), "I Like It, I Love It" de Tim McGraw (Nashville), "When the Saints Go Marching In" (St. Louis), y "Let Me Clear My Throat" de DJ Kool (Buffalo). Si el equipo local gana, también sonará la bocina del gol al final del juego, en lugar de la bocina normal de fin de período, con algunas excepciones, como que los Bruins usen su sirena normal de fin de período después de una victoria y luego seguida de "Dirty Water" de The Standells.